# Monument belge (Ede)
Le Monument belge (néerlandais : Belgenmonument) sur la Edese Heide près de la ville d'Ede est un monument élevé en mémoire du camp de réfugiés belges Vluchtoord Ede (V.O.E.) qui s'y trouvait de 1915 à 1918.
Durant la Première Guerre mondiale, plus d'un million de belges traversèrent la frontière pour rejoindre le territoire neutre des Pays-Bas. Plus de 5300 réfugiés furent accueillis à Ede. Le camp, composé d'une quarantaine de baraquements en bois, formait sur 30 hectares un village complet avec une école, un hôpital, un magasin, des ateliers et une église. Après la guerre, en 1918, le camp fut fermé et beaucoup des matériaux furent récupérés par les Belges pour la reconstruction de leur pays.
Le monument, placé sur des vestiges de fondations, à l'intersection des 2 rues principales du camp, se compose d'un rocher avec une plaque sur laquelle est inscrit en néerlandais : 
V.O.E.

1914-1918

DEZE ZWERFSTEEN IN EDE DOET

## Galerie

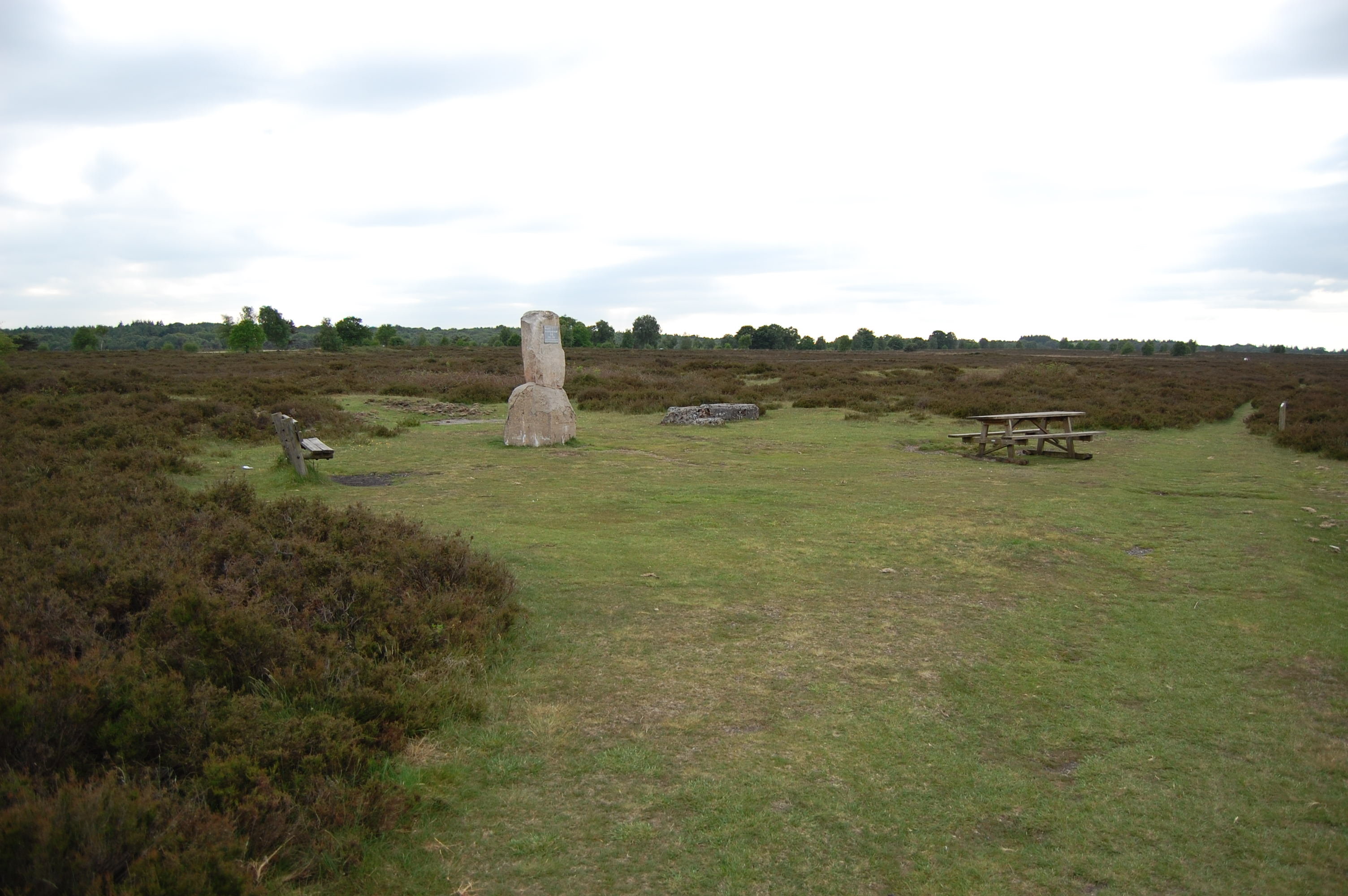
La lande d'Ede
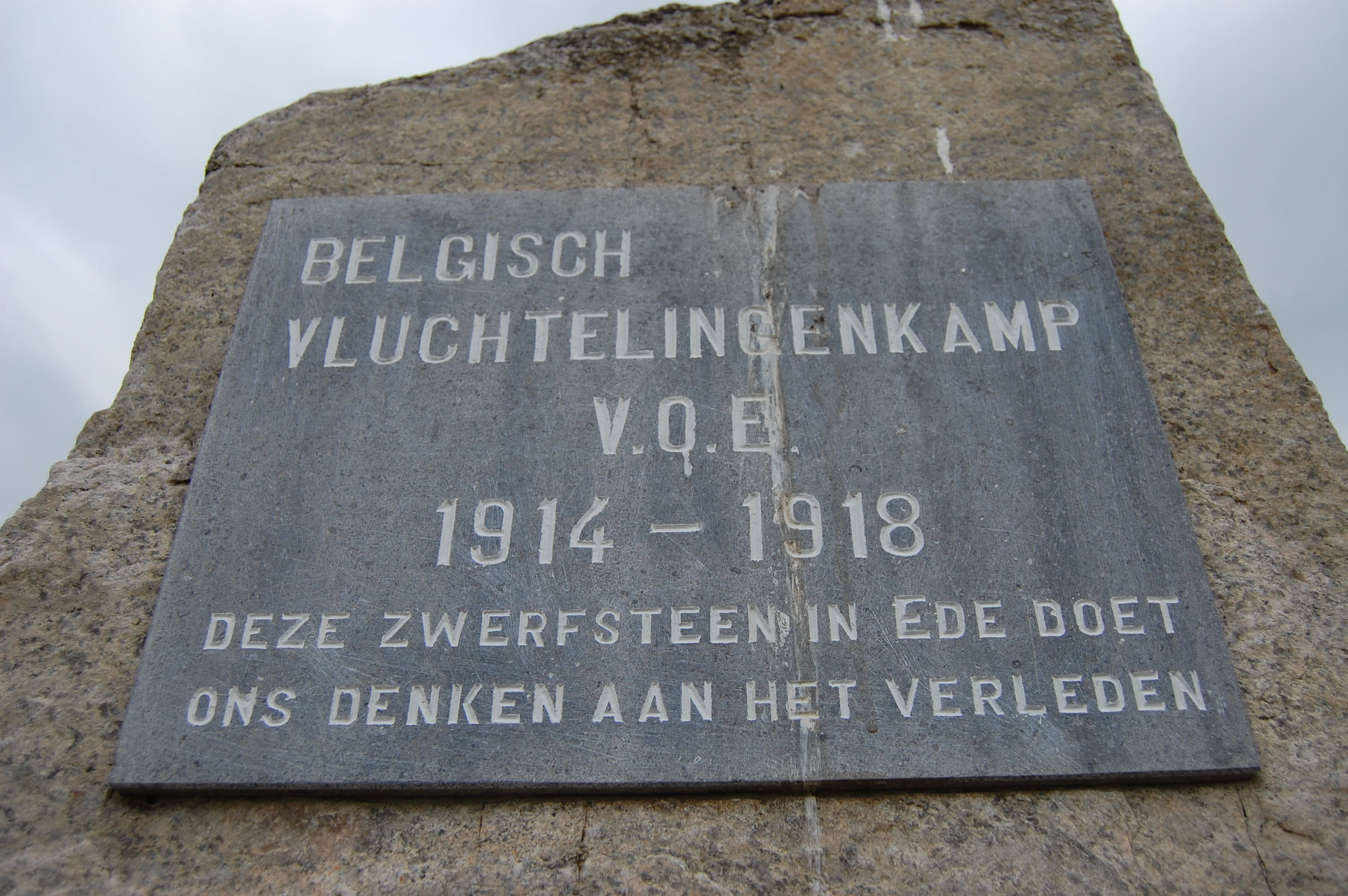
Détail de l'inscription
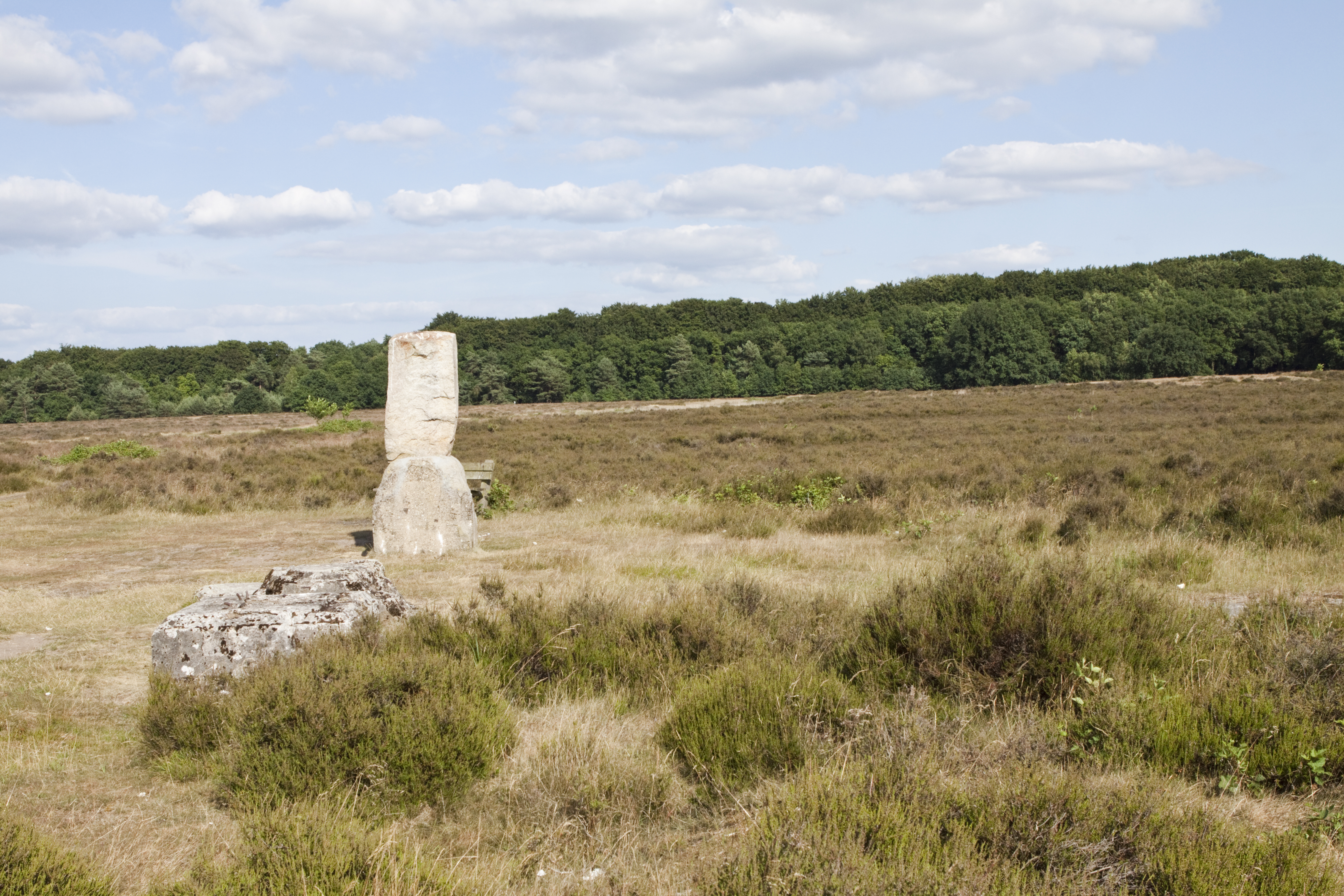
Le monument et des vestiges de fondation
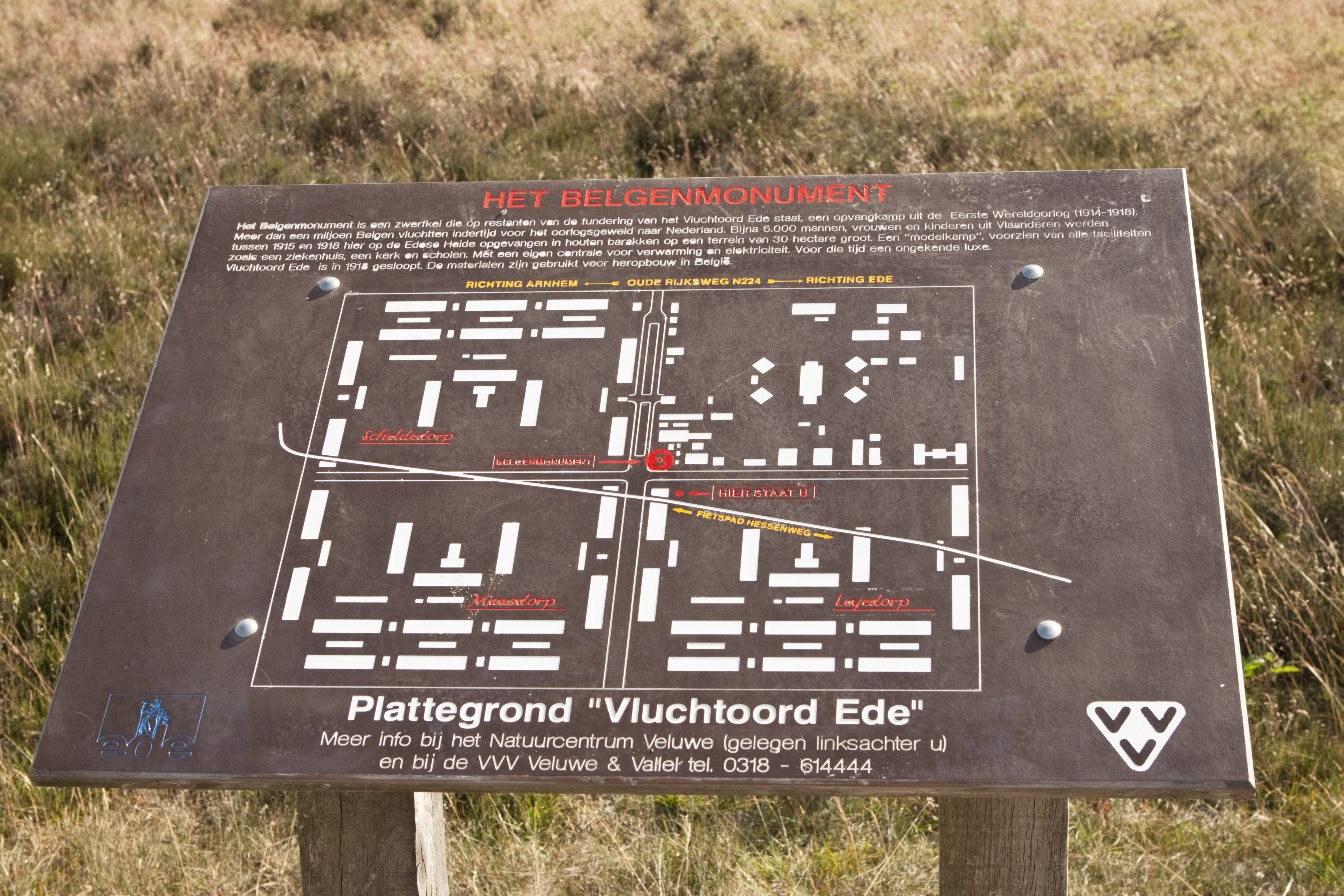
Plan du camp

## Sources
- (nl) Cet article est partiellement ou en totalité issu de l’article de Wikipédia en néerlandais intitulé « Belgenmonument (Ede) » (voir la liste des auteurs).